# دروغ اول آوریل (فیلم ۲۰۰۸)
«دروغ اول آوریل» (انگلیسی: April Fool's Day) فیلمی در ژانر ترسناک و اسلشر است که در سال ۲۰۰۸ منتشر شد. از بازیگران آن می‌توان به تایلور کول، جاش هندرسون، جنیفر سی‌بل نیوسام و اسکاوت تیلر-کامپتن اشاره کرد.